# Slunjska Selnica
Slunjska Selnica is een plaats in de gemeente Karlovac in de Kroatische provincie Karlovac. De plaats telt 116 inwoners (2001).